# Troškūnai
Troškūnai es una ciudad de Lituania, capital de la seniūnija homónima en el municipio-distrito de Anykščiai de la provincia de Utena.
En 2011, la ciudad tenía una población de 451 habitantes. Es la segunda ciudad menos poblada del país.
Se conoce la existencia del pueblo desde 1506, cuando era una pequeña finca rústica. El asentamiento nunca fue un lugar muy poblado: el motivo de que esta pequeña localidad lleve el título de ciudad se debe a que en 1696 comenzó a construirse aquí un importante convento de franciscanos bernardinos, notable obra barroca del arquitecto Martynas Knakfusas. En 1698, el asentamiento obtuvo derechos de mercado. El monasterio se convirtió en el siglo XVIII en uno de los principales centros de la vida cultural de la región. En 1956, la RSS de Lituania reconoció oficialmente el título de ciudad para Troškūnai, y se fomentó el desarrollo urbano al establecerse aquí entre 1960 y 1985 un centro de formación profesional especializado en agricultura.
Se ubica unos 15 km al noroeste de la capital municipal Anykščiai, sobre la carretera 121 que lleva a Panevėžys.